# Grégory Alcan
Pour les articles homonymes, voir Alcan (homonymie).
 (octobre 2020).
Le martiniquais Grégory Alcan est le premier gymnaste aérobic français à avoir remporté le titre de champion du monde (2004), né le 21 août 1979 à Gonesse.

## Palmarès

### Jeux mondiaux
- Jeux mondiaux de 2005, à Duisbourg (Allemagne)
  - Médaille d'argent en trio
- Jeux mondiaux de 2001, à Akita (Japon)
  - Médaille d'or en trio
  - Médaille de bronze en individuel
- Jeux mondiaux de 1997, à Lahti (Finlande)
  - Médaille de bronze en Trio

### Championnats du monde
- 2008 à Ulm (Allemagne)
  - Médaille d'argent en groupe
  - Médaille de bronze par équipe
- 2004 à Sofia (Bulgarie)
  - Médaille d'or en solo
- 2002 à Klaipėda (Lituanie)
  - Médaille d'argent en solo
- 1999 à Hanovre (Allemagne)
  - Médaille d'argent en Trio

### Coupe du monde
- Vainqueur en individuel (2001)
- Vainqueur en trio (2001)
- Médaille d'argent en individuel (2003)
- Médaille d'argent en trio (2003)
- Médaille de bronze en trio (2007)
- 28 médailles en étapes Coupe du monde (2001-2007)

### Championnats d'Europe
- Champion d'Europe en individuel (2003)
- Vice-champion d'Europe en individuel (2001)
- Vice-champion d'Europe en trio (1999)
- Médaille de bronze en trio (2003)
- Médaille de bronze en trio (2001)

### Championnats de France seniors
- 7 titres en Solo, de 2000 à 2006
- 7 tires en trio, de 1998 à 2003
- 5 titres de vice-champion de France, de 1997 à 2008